# Jim Haynie
Jim Haynie (Falls Church, 6 febbraio 1940 – Langley, 3 aprile 2021) è stato un attore statunitense.
È stato sposato dal 2007 con l'attrice Maggie Causey da cui ha avuto quattro figli.

## Filmografia parziale
- Fuga da Alcatraz (Escape from Alcatraz), regia di Don Siegel (1979)
- Fog (The Fog), regia di John Carpenter (1980)
- Silverado, regia di Lawrence Kasdan (1985)
- Bella in rosa (Pretty in Pink), regia di Howard Deutch (1986)
- Arma non convenzionale (Dark Angel), regia di Craig R. Baxley (1990)
- I ponti di Madison County (The Bridges of Madison County), regia di Clint Eastwood (1995)
- The Peacemaker, regia di Mimi Leder (1997)
- Un ciclone in casa (Bringing Down the House), regia di Adam Shankman (2003)

### Televisione
- Autostop per il cielo (Highway to Heaven) - serie TV, episodio 1x06-1x07 (1984)
- E.R. - Medici in prima linea (ER) - serie TV, 1 episodio (2008)

## Doppiatori italiani
- Sandro Sardone in I sonnambuli
- Ennio Coltorti in I ponti di Madison County
- Carlo Reali in Un ciclone in casa
- Maurizio Reti in E.R. - Medici in prima linea